# Mezőkövesdi Városi Stadion
El Mezőkövesdi Városi Stadion también llamado Várkert Sportpálya es un estadio de fútbol ubicado en la ciudad de Mezőkövesd, Hungría. Fue reinaugurado en 2016 y cuenta con una capacidad para 4.183 espectadores. Es utilizado por el Mezőkövesd-Zsóry SE que compite en la Liga de Fútbol de Hungría.
El gobierno húngaro decidió apoyar la reconstrucción del estadio con 400 millones florines húngaros. Estos fondos cubrieron los gastos de construcción del stand principal.
El 5 de junio de 2016 se jugó el primer partido en el estadio. Mezőkövesd-Zsóry SE recibió a Dunaújváros PASE en la jornada 30 de la temporada 2015-16 de Nemzeti Bajnokság II. El partido lo ganó el equipo local, lo que también resultó en el ascenso del club al Nemzeti Bajnokság I 2016-17.
En la temporada 2016-17, el Diósgyőri VTK jugó algunos de sus partidos en el estadio debido a la demolición de su estadio local, el Diósgyőri Stadion.

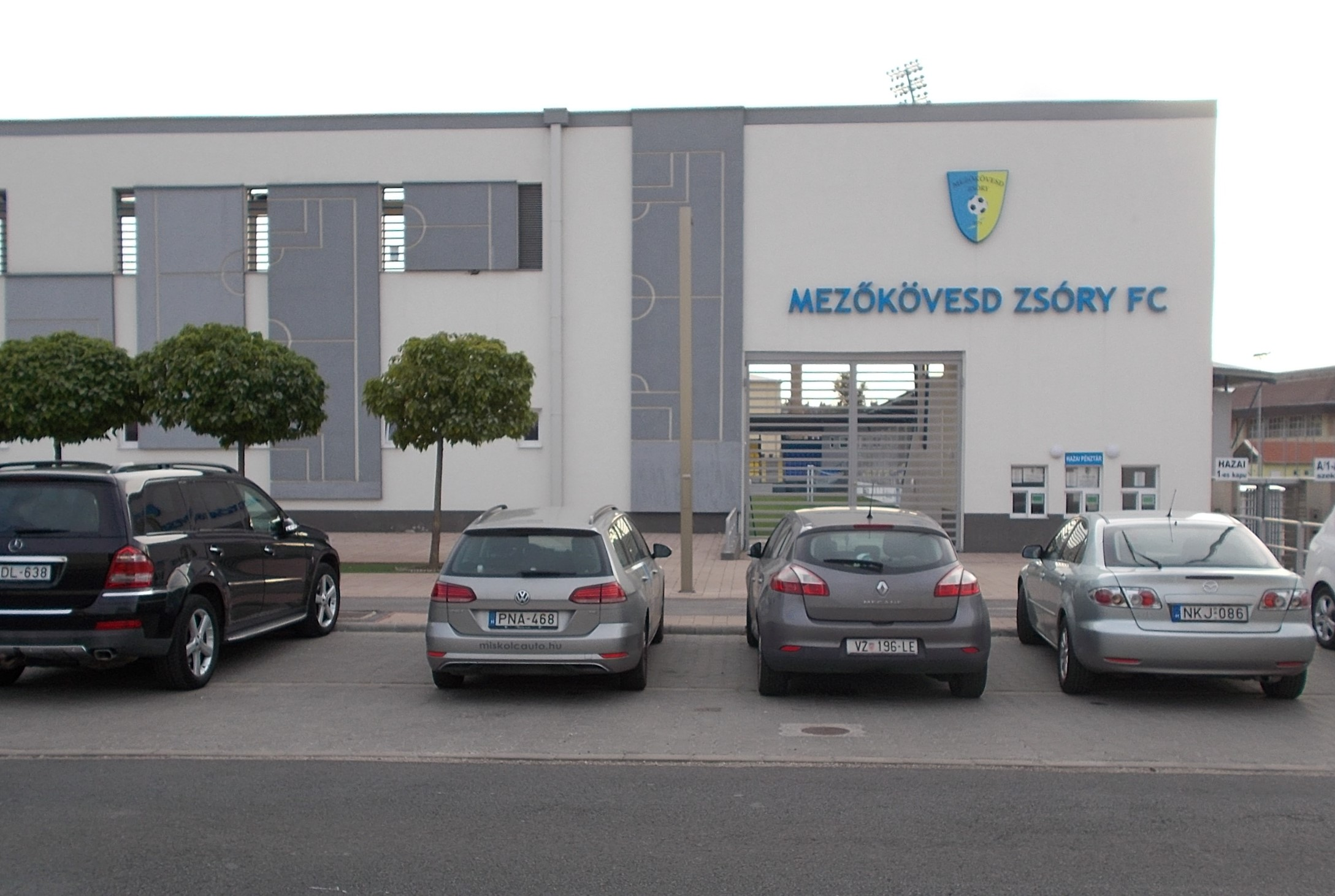